# Ния (Иркутская область)

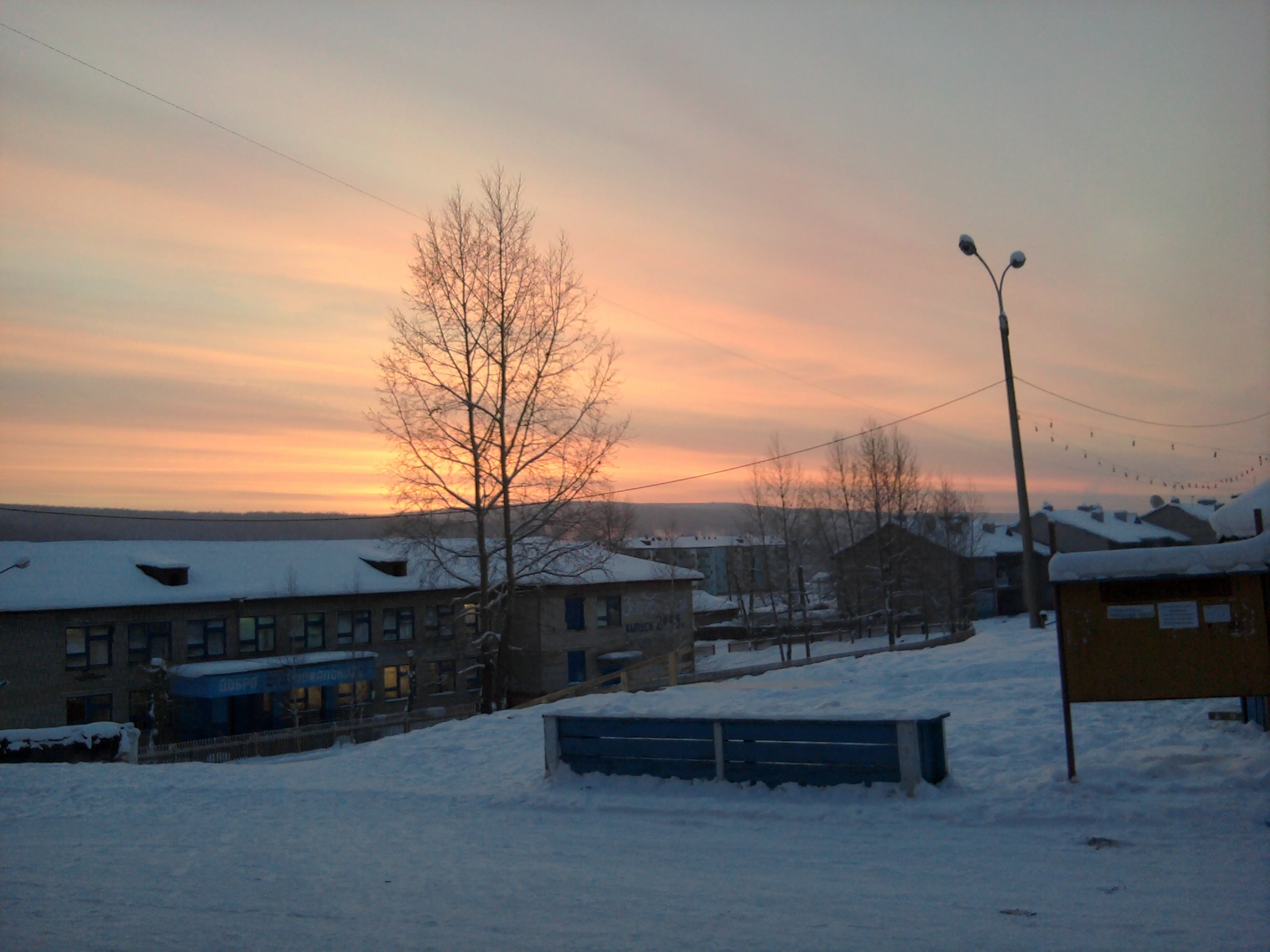
Школа, сфотографированная от здания ТОЦа

Ни́я — посёлок в Усть-Кутском районе Иркутской области России. Единственный населённый пункт Нийского сельского поселения.
Основан в 1974 году как посёлок строителей Байкало-Амурской магистрали. Строился представителями Грузинской ССР.
Железнодорожная станция Ния Восточно-Сибирской железной дороги. Предприятия лесного хозяйства.

## Географическое положение
Расположен на левом берегу реки Ния (приток Таюры, бассейн Лены) в 70 км восточно-юго-восточнее Усть-Кута (по железной и автомобильной дорогам — ок. 100 км) и в 500 км северо-северо-восточнее Иркутска.
Часовой пояс. Иркутское время: IRKT = UTC+8. Разница во времени с Москвой — 5 часов: MSK +5.

## История
История Нии начинается с рабочего лагеря строителей БАМа из Грузинской ССР — в марте 1975 года на место будущей станции вышел десант строительно-монтажного поезда «ГрузБАМстрой», состоящий из 70 человек. Был подготовлен временный лагерь, расчищена вертолётная площадка. Возведение постоянного посёлка началось в апреле 1975 года.
6 ноября 1975 года железнодорожная линия из Звёздного дошла до Нии. Первоначально станция называлась Ния-Грузинская.
Жилой посёлок был спроектирован сотрудниками института «Тбилгорпроект» с учётом национальных особенностей отделки. Пусковой комплекс включал: 7 многоэтажных жилых домов, школу, детский сад, общественно-торговый центр, вокзал и котельную. 23 февраля 1981 года посёлок был сдан в эксплуатацию, в новые здания переехали жители времянок.

## Экономика
- Станция Ния Восточно-Сибирской железной дороги;
- Предприятия добывающие древесину; Заготовка леса на предприятии «ООО Ния лес»

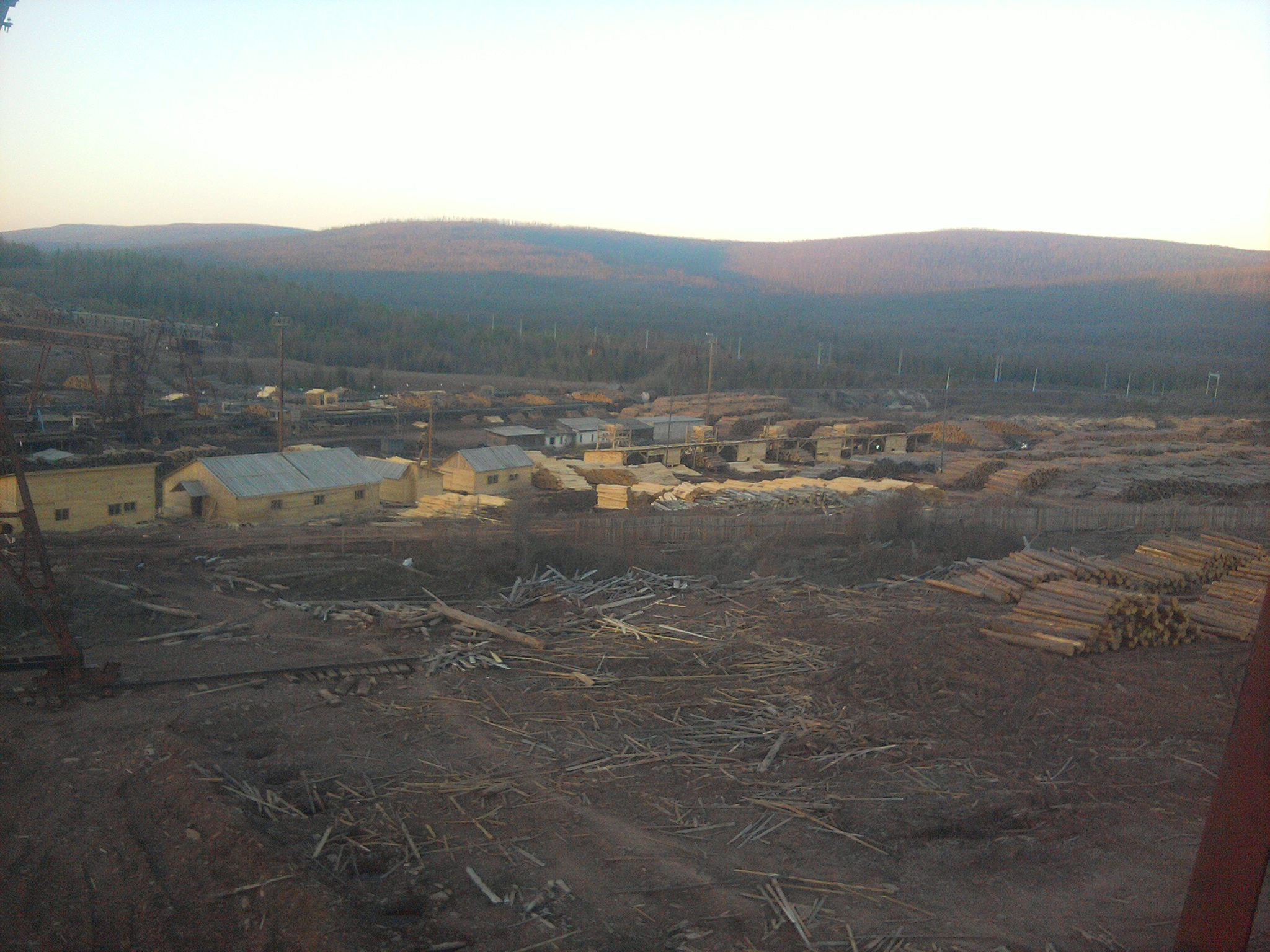
Заготовка леса на предприятии «ООО Ния лес»

Управляющая компания жилищно-коммунального хозяйства «Ния».
В посёлке работают 10 торговых точек, 3 хлебопекарни, предприятие общепита в здании конторы ООО «Ния лес», парикмахерская. На начало 2010 года ведётся работа по организации ремонта служебно-бытовой техники.

## Местное самоуправление
31 декабря 2004 года было образовано Нийское сельское поселение, включившее в себя земли посёлка Нии. Подчинено районной администрации. Территория граничит:
- на севере и западе — с Звёзднинским городским поселением;
- на востоке — с Киренским районом;
- на юге — с межселенной территорией Усть-Кутского муниципального района.

Действующая система местного самоуправления была сформирована в 2005 году на основании областного закона № 93-оз от 16 декабря 2004 года «О статусе и границах муниципальных образований Усть-Кутского района Иркутской области». Представительным органом местного самоуправления является поселковая Дума, в состав которой входят депутаты, избранные всеобщим тайным голосованием. Её возглавляет председатель Думы, выдвигаемый из состава избранных депутатов. Исполнительно-распорядительным органом местного самоуправления является администрация. Её возглавляет глава администрации (глава поселения) — Олег Евгеньевич Рубцов, избранный по результатам всеобщих выборов 2 декабря 2007 года и переизбранный 14 октября 2012 года. Срок полномочий главы администрации составляет 5 лет.

## Население
| 2002  | 2010  | 2011  | 2012  | 2013  | 2014  | 2015  |
| ----- | ----- | ----- | ----- | ----- | ----- | ----- |
| 1051  | ↗1062 | ↘1059 | ↘1040 | ↘1017 | ↘1004 | ↗1013 |
| 2016  | 2017  |       |       |       |       |       |
| ↘1000 | ↗1004 |       |       |       |       |       |

Рождаемость в посёлке в 2008 году составила 18 человек, что меньше показателей смертности.

## Транспорт
Железнодорожная станция Ния Восточно-Сибирской железной дороги. Местные поезда до города Усть-Кута (на запад), посёлка Магистрального (на восток). Поезда дальнего следования до Москвы (на запад), Кисловодска (на запад, в летнее время), Тынды (на восток).
Через посёлок проходит региональная автомобильная дорога 25Н26 Усть-Кут — Новый Уоян. Связь с Усть-Кутом постоянная, однако состояние дорожного полотна оценивается как неудовлетворительное. Проезд на восток (до Северобайкальска и Нового Уояна) возможен для автомобилей с хорошей проходимостью при благоприятных погодных условиях.
Через Усть-Кут имеется выход к трассе «Вилюй» (Р419) и далее до трассы М53 «Байкал».
Автобусное сообщение — маршрутными такси Усть-Кут — Ния.

## Связь
Сотовая связь «БайкалВестКом» с 2009 года. Сотовая связь формата GSM «МегаФон».
Почтовое отделение (666763).
Проводная связь. Условно телефонный код Нии — 39565, как и у всех населённых пунктов Усть-Кутского района. Однако поселковая проводная сеть автономна и принадлежит РЖД. Выход на поселковые 3-значные номера (Х-ХХ) с внешних сетей возможен через коммутатор по телефону: (39565) 2-21-11. Следует устно сообщить оператору название посёлка и требуемый номер телефона. Также возможен выход на телефонную линию поселка с номеров РЖД по коду 992-0642-21-ХХХ.

## Социальная сфера
Образование. Средняя школа (МОУ СОШ Нии, на начало 2010 года посещало 114 учащихся). Детский сад № 15 (59 воспитанников).
Здравоохранение. Врачебная амбулатория.
Спорт. Спортивный клуб с тренажёрным залом «Спарта», секции Нийской средней школы: баскетбол, волейбол.
Культура. Работают клуб, библиотека.